# Elli Lambridi
Elli Lambridi (în greacă Έλλη Λαμπρίδη, n. 9 ianuarie 1896, Atena, Regatul Greciei – d. 28 ianuarie 1970, Atena, Regatul Greciei) a fost o profesoară, filozoafă, scriitoare și traducătoare greacă. Ea a fost una dintre inițiatoarele mișcării pentru drepturile femeilor..

## Primii ani
Elli Lambridi s-a născut la Atena în 9 ianuarie 1896, fiind primul din cei patru copii ai lui Ioannis (1862-1914) și Sofia, născută Fotiadis (1862-1941). Tatăl ei, Ioannis Lambridis, avocat, jurnalist, savant și om politic, era originar din localitatea Doliana din Epir. Frații ei au fost Frixos (1898-1980) - avocat și scriitor, cunoscut sub pseudonimul Lambros Tasolambros -,  Eumenes (1900) - inginer constructor - și Niki (1901), care a murit la vârsta de doi ani de meningită.
În 1906 absolvă școala primară de patru clase și pe 6 iulie 1911 absolvă Liceul din Atena cu media 8.40/45 (foarte bun).

## Studii
În septembrie 1911 începe studiile la Facultatea de Filosofie din Atena, secția de Filologie, pe care le absolvă în 1915. În timpul primului său an de studii a participat la cursurile predate de Gr. Vernardaki, Sp. Lambros, Spyr. Sakellaropoulos, Nik. Politis, Marg. Evanghelidis, H. Tsounta, Sp. Bazis, C. Hadjidakis. 
Din 1910 până în 1915 a studiat muzica și pianul la Conservatorul din Atena, cu profesorii Ludwig von Wassenhoven, Jose de Bustinduy, Avra Theodoropoulou ș.a.
Pe 10 august 1915 primește o bursă în Germania pentru a-și continua studiile, dar cu toate acestea, nu poate să o primească deoarece nu a obținut încă diploma. The following year the existence nenomismenin on degree of literature in the Faculty dokimasian on 3 mai 1916, claimed the degree of "very good" (Acknowledgment Rector to date. 08.08.1916 and no. 4803). În anul următor obține licența în literatură și filosofie cu calificativul „Foarte bun” (Certificatul de absolvire nr. 4803 din 8 august 1916). 
Pe 2 iulie 1916 comisia decide să-i reînnoiască aprobarea bursei pentru a pleca la Universitatea din Zurich. Pe 17 octombrie 1916 a intrat la Universitatea din Zurich. Până la 31 mai 1919 a studiat filosofia cu profesorii Willy Freytag, Gotthold F. Lipps, Arthur Wreschner, Hans Stettbacher, Av. Eleutheropoulos etc. Își completează studiile în semestrul de primăvară din 1919 și trece examenul oral necesar pentru obținerea titlului de doctor în filozofie în luna iulie a aceluiași an. Își susține teza de doctorat cu titlul Die Erkenntnisprinzipien bei Aristoteles [=Principiile gneseologice ale lui Aristotel], cu calificativul Magna cum laude. După tipărirea obligatorie a tezei de doctorat în 175 de copii, primește titlul de doctor în filosofie pe 22 februarie 1920.
La 25 octombrie 1918 primește o nouă bursă de această dată în Marea Britanie pour étudier l’organisation scolaire des écoles féminines en général et du English Teachers College spécialement. Se duce în Anglia și participă la cursuri la Training College din Londra, în semestrul de iarnă 1919-1920.

## Relații de dragoste
În perioada 1916-1917 l-a întâlnit la Zurich pe Michele Gounalaki, prieten al lui Nikos Kazantzakis, de care s-a îndrăgostit. Relația lor nu s-a încheiat cu o căsătorie așa cum își dorea.
În octombrie 1917 scriitorul Nikos Kazantzakis a ajuns la Zurich pentru a-l vizita pe prietenul său, consulul Yannis Stavridakis. Kazantzakis a cunoscut-o pe Elli Lambridi și între cei doi a existat o relație de dragoste. Au călătorit timp de o lună în diferite părți ale Elveției. Relația lor s-a încheiat la sfârșitul anului 1918.
În Istanbul, la începutul anilor 1920, îl întâlnește și intră într-o aventură amoroasă cu viitorul ei soț Konstantinos Stylianopoulos, consilier pe probleme de educație al comisarului grec din același oraș și director al revistei Νέα Αγωγή, originar din Izmir. Pe 24 august 1922 a avut loc căsătoria lor la Biserica Sfânta Sofia din Londra. Pe 23 octombrie 1923 s-a născut singurul copil al cuplului. În curând căsătoria lor va da semne de disoluție. În vara anului 1924 Elli Lambridi și-a botezat fiica la Atena, în reședința familiei, dându-i numele Niki, numele surorii sale care murise du doi ani în urmă. Relația cu Stylianopoulos se va încheia în cele din urmă, pe 17 aprilie 1928 printr-un divorț pronunțat la Atena.
În timpul studiilor la Universitate (1911-1915) l-a cunoscut pe Yannis Miliadis, viitor arheolog, iar relația dintre ei a evoluat de la o simpatie reciprocă la o relație de dragoste, în 1925. Relația lor va avea fluctuații mari (și o întrerupere din cauza reîntâlnirii cu N. Kazantzakis în 1927), dar va continua până în 1929. În 1927 a fost cerută în căsătorie de Yannis Miliadis, dar a refuzat din moment ce în primăvara anului 1927 a început a doua poveste de dragoste cu N. Kazantzakis, care va dura iarăși doar câteva luni.
În 1937 fostul soț K. Stilianopoulos cere  tutela legală a lui Nikis. Elli Lambridi câștigă procesul. În același an are o poveste de dragoste cu Athanasios Roussopoulos, profesor la Politehnică. Relația lor se va încheia după câteva luni, în 1938.

## Activitatea profesorală
Din septembrie 1923 până în 1928 lucrează la Colegiul American pentru Fete din Paleo Faliro (Atena).
Din 1937 până în 1939 predă cursuri de filosofie în sala Αskraiou. Aceste cursuri au fost tipărite mai târziu, în 1962, cu titlul Introducere în Filosofie I. 
În această perioadă apar primele simptome ale problemelor de vedere, datorate sângerării la nivelul retinei de la ochiul drept. 
În septembrie 1959 este anulat actul prin care i se retrăsese cetățenia greacă, confirmat de cei cinci membri ai Curții de Apel. În iunie 1960 se întoarce în Grecia.

## Moartea
Moare la 28 ianuarie 1970, după o grea suferință.
Pe 8 martie 2017, Fundația Parlamentului grec pentru Parlamentarism și Democrație, cu ocazia festivităților organizate de Ziua Internațională a femeii și în contextul ciclului de evenimente dedicate persoanelor demne de respect, a organizat un eveniment dedicat memoriei și activității lui Elli Lambridi.